# Анікіно (Новосибірська область)
Анікіно (рос. Аникино) — присілок у Киштовському районі Новосибірської області Російської Федерації.
Входить до складу муніципального утворення Крутіхінська сільрада. Населення становить 35 осіб (2010).

## Історія
Згідно із законом від 2 червня 2004 року органом місцевого самоврядування є Крутіхінська сільрада.

## Населення
| 2002 | 2007 | 2010 |
| ---- | ---- | ---- |
| 72   | ↘53  | ↘35  |